# Доменіко Равіна
Доменіко Равіна (20 січня 1909 року — 16 березня 1982 року) — італійський пауліст, співзасновник (з о. Чезаре Робальдо) польської провінції Товариства Святого Павла. 

## Біографія
Народився 20 січня 1909 року в Чиссоне. У віці 12 років  вступив до Товариства Святого Павла. 29 липня 1928 року склав свої перші монаші обіти, а 23 липня 1932 року склав довічні обіти. Висвячений на священника в Альбі. На прохання о. Якова Альберіоне 14 листопада 1934 року разом з о. Чезаре Робальдо приїхав до Польщі з місією створення польської провінції Товариства Святого Павла. 
Помер 16 березня 1982 року в Альбано, Італія. 